# Уреве
Уреве — археологическая культура, развившаяся вокруг озера Виктория в Африке во время африканского железного века. Древнейшие датированные артефакты культуры находятся в области Кагера в Танзании. Ареал распространения культуры Уреве включает Киву в Демократической Республике Конго на западе, Ньянза и Западную провинцию Кении на востоке, Уганду на севере, Руанду и Бурунди. К культуре Уреве принадлежат археологические памятники, датируемые от V века до н. э. до VI века н. э. Культура Уреве получила название по имени места раскопок в Кении, ставшего известным после публикации в 1948 году результатов раскопок Мэри Лики.